# Mescherin
Mescherin är en kommun och ort i östra Tyskland, belägen i nordöstra delen av Landkreis Uckermark i förbundslandet Brandenburg, vid gränsen mot Polen. Kommunen administreras som del av kommunalförbundet Amt Gartz (Oder), med säte i den närbelägna staden Gartz (Oder).

## Geografi
Trakten omkring Mescherin utgör geologiskt en ändmorän. Orten ligger vid den västra stranden av Oders västra fåra. Den östra fåran ligger helt på polskt territorium och på den östra sidan av denna ligger grannstaden Gryfino i Polen. Mescherin sammanbinds med Gryfino via en bro. Orten utgör dessutom den sydöstra ändpunkten för den del av den tysk-polska gränsen väster om Szczecin som löper över land, och kommunen gränsar därmed till Polen både i norr och öster.